# Prvenstvo Anglije 1898
Prvenstvo Anglije 1898 v tenisu.

## Moški posamično
Reginald Doherty :  Lawrence Doherty, 6-3 6-3 2-6 5-7 6-1

## Ženske posamično
Charlotte Cooper :  Louisa Martin, 6-4, 6-4

## Moške dvojice
Reginald Doherty /  Lawrence Doherty :  Harold Nisbet /  Clarence Hobart, 6–4, 6–4, 6–2